# 2001-2002년 FINA 수영 월드컵
2001-2002 FINA 수영 월드컵은 수영 연맹 주관으로 2001년 11월에서 2002년 1월에 걸쳐 아홉 차례 열린 국제 쇼트 코스(25m) 수영 대회이다.